# Enana de Carina
La Galaxia Enana de Carina es una galaxia satélite de la Vía Láctea que forma parte del Grupo Local. Se encuentra en la constelación austral de Carina, a 330.000 años luz de la Tierra. Con un diámetro de aproximadamente 2000 años luz, es una galaxia enana esferoidal muy tenue de magnitud visual 11,3.
La Galaxia Enana de Carina parece que ha tenido tres episodios distintos de formación estelar, hace 15.000, 7.000 y 3.000 millones de años. Más de la mitad de las estrellas nacieron en el episodio intermedio, hace 7.000 millones de años. Sólo un 10-20% de las estrellas se formaron en la primera época, y la galaxia permaneció inactiva durante cerca de 4000 millones de años.
Fue descubierta en 1977 por medio del UK Schmidt Telescope.